# Fédération de football du Land de Brandebourg

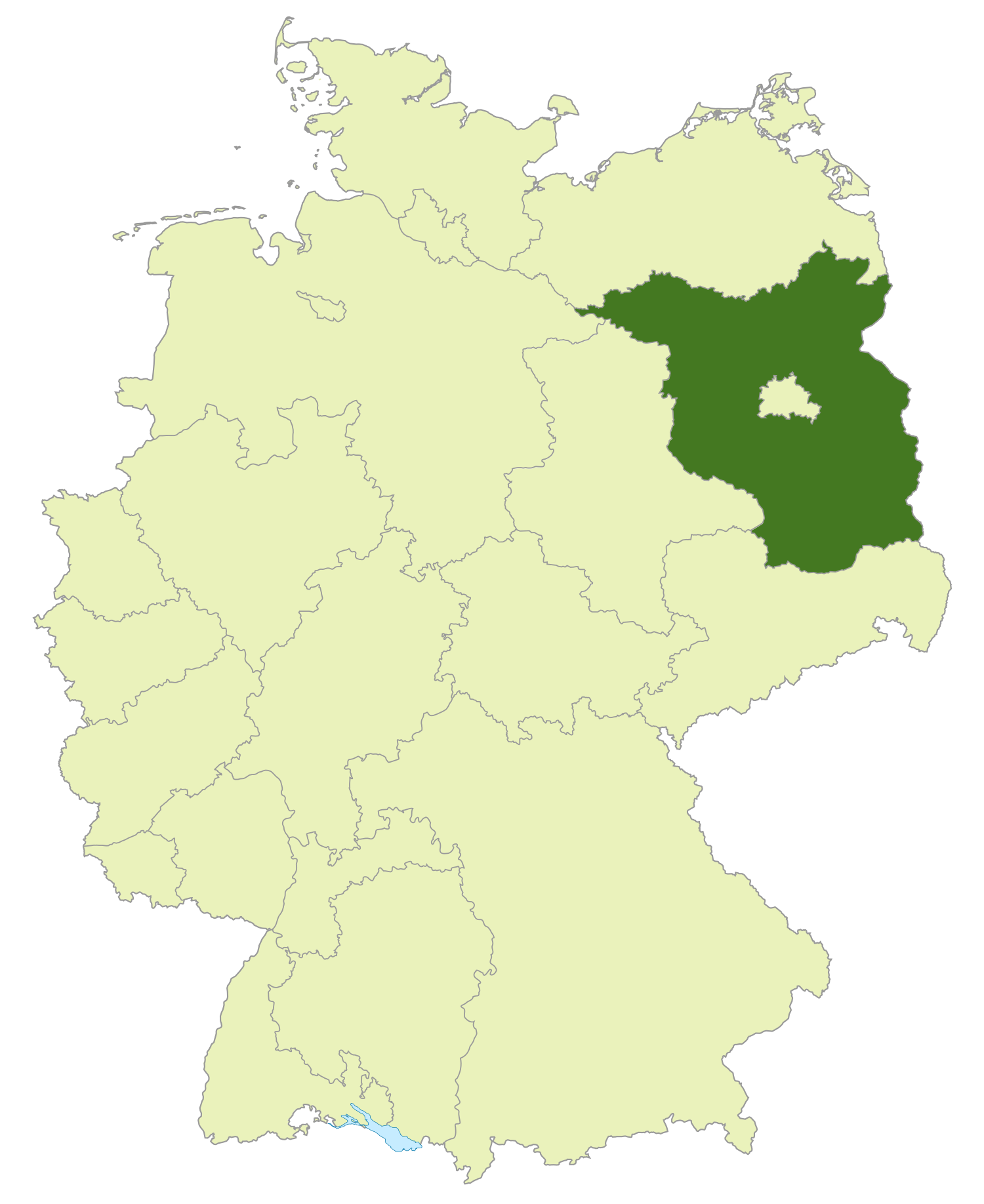
Territoire couvert par la Fédération de football du Land de Brandebourg

La Fédération de football du Land de Brandebourg  (FLB, allemand : Fußball-Landesverband Brandenburg), fondée le 28 juillet 1990 à Cottbus est l'organisation parapluie de 659 clubs contenant 101 096 licenciés dans le Land de Brandebourg. 3 463 équipes membres de la fédération prennent part aux championnats allemands.
C'est l'une des 21 fédérations régionales de la DFB, subalterne de la Nordostddeutscher Fußball-Verband (NOFV). La fédération siège à Cottbus et est divisée en 8 arrondissements. Son président est Jens Kaden depuis septembre 2018.

## Histoire
Comme la Fédération berlinoise de football, la Fédération de football du Land de Brandebourg est le successeur indirect de l'ancienne Verbands Brandenburgischer Ballspielvereine (Fédération des clubs de jeux de balle de Brandebourg), qui était l'organisation parapluie de tous les clubs de football de Berlin et du Brandebourg de 1911 à 1933. Auparavant, les clubs du Brandebourg étaient principalement représentés au sein du Märkischer Fußball-Bund, qui a fusionné en 1911 avec la Verband Berliner Ballspielvereine (Fédération des clubs de jeux de balle de Berlin) et la Verband Berliner Athletik-Vereine (Fédération des clubs d'athlétisme de Berlin) afin de fonder la Verbands Brandenburgischer Ballspielvereine.
Après l'arrivée au pouvoir des nazis en 1933, la DFB et toutes les fédérations régionales sont dissoutes au profit du Fachamt Fußball (Département du football) et les Fußballgaue. En lieu et place de la VBB se trouvait le Gau Berlin-Brandenburg, qui organisait la Gauliga Berlin-Brandenburg en tant que première division. Durant cette période, les clubs berlinois dominent la compétition. De 1937 à 1942, le Brandenburger SC parvient cependant à concourir en 1re division. Les champions sont exclusivement berlinois.
Après la fin de Seconde Guerre mondiale, le Land de Brandebourg est dissous en 1952 et se retrouve divisé entre les districts de Cottbus, Francfort-sur-l'Oder et Potsdam. Après la réunification allemande, les anciens districts du nouveau Land de Brandebourg sont regroupés à nouveau le 3 octobre 1990. La Fußball-Landesverband Brandenburg est créée le 28 juillet 1990 en tant qu'organisation parapluie des clubs de football. 54 délégués des Bezirksfachverbände (BFA, fédérations de district) de Cottbus, Francfort-sur-l'Oder et Potsdam élisent Siegfried Kirschen comme premier président. La ville de Cottbus est choisie en tant que site où siègera la fédération. La FLVW parraine la nouvelle fédération régionale.

## Organisation et structure

### Présidents
- 1990 à 2018 : Siegfried Kirschen
- Depuis 2018 : Jens Kaden

### Arrondissements
Pour la saison 2014-2015, le FLB subit une réforme structurelle approfondie. L'objectif principal était de réduire le nombre de districts de football de 17 à 8. Cette réforme a également eu un impact sur les matchs juniors dans le Land et sur la hiérarchie des ligues de football masculin :
- Le nombre de groupes de Landesklasse est réduit de 5 à 4, réduisant le nombre d'équipes à ce niveau de 80 à 64. Après la saison 2013-2014, seuls les 8 premiers de chaque groupe restent en Landesklasse. Les 17 champions d'arrondissements complètent le peloton de départ de la saison 2014-2015. La structure de la Landesliga (2 groupes) et de la Brandenburgliga (1 groupe) reste inchangée[4].
- La structure du football junior reste inchangée. Un changement est à l'étude, pour réduire le nombre d'équipes dans les Landesklassen des juniors A à C, et dans les Landesligen des juniors D et E, de 12 à 10.
- Dans les nouveaux arondissements, la Kreisoberliga est introduite en tant que division la plus élevée. La Kreisliga et la Kreisklasse continuent d'exister en dessous de cette nouvelle division[5].

En mai 2012, la FLB annonce les limites des nouveaux Kreise (arrondissements). En janvier 2013, les limites sont rendues définitives, et le nombre de clubs associés ainsi que les noms officiels de ces nouveaux Kreise sont annoncés. Après l'entrée en vigueur de la réforme structurelle le 1er juillet 2014, le nombre d'arrondissements de football (Fußballkreise) passe de 17 à 8.
Depuis lors, la fédération organise la 6e division (Brandenburg-Liga), les deux groupes de 7e division (Landesligen Nord et Süd) et les quatre groupes de 8e division (Landesklassen Ost, West, Nord et Süd).
| Nom              | Arrondissements | Composition                              | Nombre de clubs |
| ---------------- | --- | ---------------------------------------- | --------------- |
| Dahme/Fläming    | Arrondissement de Dahme-Forêt-de-Spree (Nord), Arrondissement de Teltow-Fläming                                           | - Dahmeland - Jüterbog/Luckenwalde       | 59              |
| Havelland        | Arrondissement du Pays de la Havel, Brandebourg-sur-la-Havel, Potsdam, Arrondissement de Potsdam-Mittelmark               | - Havelland-Mitte - Westhavelland        | 115             |
| Niederlausitz    | Arrondissement de Spree-Neiße, Cottbus                                                                                    | - Niederlausitz                          | 86              |
| Ostbrandenburg   | Arrondissement de Märkisch-Pays de l'Oder, Arrondissement d'Oder-Spree, Francfort-sur-l'Oder                              | - Märkisch-Oderland - Spree - Oder/Neiße | 95              |
| Oberhavel-Barnim | Arrondissement de Haute-Havel, Arrondissement de Barnim                                                                   | - Oberhavel - Barnim                     | 81              |
| Prignitz/Ruppin  | Arrondissement de Prignitz Arrondissement de Prignitz-de-l'Est-Ruppin                                                     | - Prignitz - Ostprignitz/Ruppin          | 72              |
| Südbrandenburg   | Arrondissement d'Elbe-Elster, Arrondissement de Haute-Forêt-de-Spree-Lusace, Arrondissement de Dahme-Forêt-de-Spree (Sud) | - Elbe/Elster - Senftenberg - Spreewald  | 111             |
| Uckermark        | Arrondissement d'Uckermark                                                                                                | - Ostuckermark - Westuckermark           | 51              |

|                                                                   |
| Fußballkreise de la Fédération de football du Land de Brandebourg |

### Système de ligues
| Niveau                                                                 | Ligues                                           | Ligues                                           | Ligues                                           | Ligues                                           | Ligues                                           | Ligues                                           | Ligues                                           | Ligues                                           |
| ---------------------------------------------------------------------- | ------------------------------------------------ | ------------------------------------------------ | ------------------------------------------------ | ------------------------------------------------ | ------------------------------------------------ | ------------------------------------------------ | ------------------------------------------------ | ------------------------------------------------ |
| Niveaux organisés par la Fédération de football du Land de Brandebourg |                                                  |                                                  |                                                  |                                                  |                                                  |                                                  |                                                  |                                                  |
| 6                                                                      | ↑ 1 promu Brandenburg-Liga ↓ 2 relégués          | ↑ 1 promu Brandenburg-Liga ↓ 2 relégués          | ↑ 1 promu Brandenburg-Liga ↓ 2 relégués          | ↑ 1 promu Brandenburg-Liga ↓ 2 relégués          | ↑ 1 promu Brandenburg-Liga ↓ 2 relégués          | ↑ 1 promu Brandenburg-Liga ↓ 2 relégués          | ↑ 1 promu Brandenburg-Liga ↓ 2 relégués          | ↑ 1 promu Brandenburg-Liga ↓ 2 relégués          |
| 7                                                                      | ↑ 2 promus Landesliga Brandenburg ↓ 4 relégués   | ↑ 2 promus Landesliga Brandenburg ↓ 4 relégués   | ↑ 2 promus Landesliga Brandenburg ↓ 4 relégués   | ↑ 2 promus Landesliga Brandenburg ↓ 4 relégués   | ↑ 2 promus Landesliga Brandenburg ↓ 4 relégués   | ↑ 2 promus Landesliga Brandenburg ↓ 4 relégués   | ↑ 2 promus Landesliga Brandenburg ↓ 4 relégués   | ↑ 2 promus Landesliga Brandenburg ↓ 4 relégués   |
| 7                                                                      | Groupe Nord                                      | Groupe Nord                                      | Groupe Nord                                      | Groupe Nord                                      | Groupe Sud                                       | Groupe Sud                                       | Groupe Sud                                       | Groupe Sud                                       |
| 8                                                                      | ↑ 4 promus Landesklasse Brandenburg ↓ 8 relégués | ↑ 4 promus Landesklasse Brandenburg ↓ 8 relégués | ↑ 4 promus Landesklasse Brandenburg ↓ 8 relégués | ↑ 4 promus Landesklasse Brandenburg ↓ 8 relégués | ↑ 4 promus Landesklasse Brandenburg ↓ 8 relégués | ↑ 4 promus Landesklasse Brandenburg ↓ 8 relégués | ↑ 4 promus Landesklasse Brandenburg ↓ 8 relégués | ↑ 4 promus Landesklasse Brandenburg ↓ 8 relégués |
| 8                                                                      | Groupe Nord                                      | Groupe Nord                                      | Groupe Ouest                                     | Groupe Ouest                                     | Groupe Est                                       | Groupe Est                                       | Groupe Sud                                       | Groupe Sud                                       |
| Niveaux organisés par les Kreise                                       |                                                  |                                                  |                                                  |                                                  |                                                  |                                                  |                                                  |                                                  |
| 9                                                                      | Kreisoberliga Oberhavel/Barnim                   | Kreisoberliga Uckermark                          | Kreisoberliga Prignitz/Ruppin                    | Kreisoberliga Havelland                          | Kreisoberliga Dahme/Fläming                      | Kreisoberliga Ostbrandenburg                     | Kreisoberliga Niederlausitz                      | Kreisoberliga Südbrandenburg                     |
| 10                                                                     | Kreisliga Oberhavel/Barnim (2 Groupes)           | Kreisliga Uckermark                              | Kreisliga Prignitz/Ruppin (2 Groupes)            | Kreisliga Havelland (2 Groupes)                  | Kreisliga Dahme/Fläming                          | Kreisliga Ostbrandenburg (2 Groupes)             | Kreisliga Niederlausitz                          | Kreisliga Südbrandenburg (2 Groupes)             |
| 11                                                                     | 1. Kreisklasse Oberhavel/Barnim (4 Groupes)      | 1. Kreisklasse Uckermark (2 Groupes)             | 1. Kreisklasse Prignitz/Ruppin (3 Groupes)       | 1. Kreisklasse Havelland (2 Groupes)             | 1. Kreisklasse Dahme/Fläming (2 Groupes)         | 1. Kreisklasse Ostbrandenburg (3 Groupes)        | 1. Kreisklasse Niederlausitz                     | 1. Kreisklasse Südbrandenburg (3 Groupes)        |
| 12                                                                     | -                                                | -                                                | -                                                | 2. Kreisklasse Havelland (3 Groupes)             | -                                                | -                                                | 2. Kreisklasse Niederlausitz                     | 2. Kreisklasse Südbrandenburg (3 Groupes)        |

### Données sur la FLB
La ligue masculine la plus élevée de la FLB est la Brandenburg-Liga (6e division) dont les champions recoivent le titre de champion du Brandebourg, et accèdent à la NOFV-Oberliga. La fédération organise également la Coupe de Brandebourg (Brandenburgischer Landespokal), dont le gagnant remporte une place en DFB-Pokal. Pendant une courte période, la FLB a de plus organisé une Bereichspokal , à laquelle prenaient part les vainqueurs des coupes de district et les équipes des Landesklassen de la saison précédente qui ne s'étaient pas qualifiées pour la Brandenburgischer Landespokal. Les vainqueurs obtenaient une place en Brandenburgischer Landespokal la saison suivante. Cependant, cette coupe a été abolie.

### Les autres fédérations subalternes de la NOFV
- Berliner Fußball-Verband (BFV)
- Landesfußballverband Mecklenburg-Vorpommern (LFV)
- Sächsischer Fußball-Verband (SFV)
- Fußballverband Sachsen-Anhalt (FSA)
- Thüringer Fußball-Verband (TFV)